# جيمس جاي اندروز
جيمس جاي اندروز (بالإنجليزية: James J. Andrews)‏ هو طوبولوجي ورياضياتي أمريكي، ولد في 18 مارس 1930، وتوفي في 28 يوليو 1998.